# Diocese de Uruguaiana
A Diocese de Uruguaiana (Dioecesis Uruguaianensis) é uma divisão territorial da Igreja Católica no estado do Rio Grande do Sul. Foi criada a 15 de agosto de 1910 pela bula Praedecessorum Nostrorum de São Pio X. Sua sede é o município de Uruguaiana, no estado do Rio Grande do Sul.
Em 28 de maio de 2025, o Papa Leão XIV nomeou o monsenhor Clésio Facco, S.A.C. para bispo da diocese.

## História
Em 15 de agosto de 1910, através da bula pontifícia Praedecessorum nostrorum, do Papa Pio X foi aprovada a criação das dioceses de Uruguaiana, Santa Maria e Pelotas e Porto Alegre foi elevada à categoria de sede metropolitana. Contudo, a instalação da Diocese de Uruguaiana aconteceu somente em 9 de maio de 1912, com a posse de dom Hermeto José Pinheiro - primeiro bispo diocesano.
Com a criação da diocese, o antigo território dos Sete Povos das Missões ficam incorporados a nova Diocese. Desta diocese se originou parte do território da Diocese de Bagé (1960) e a totalidade do território da Diocese de Santo Ângelo (1962).

## Bispos
Bispos encarregados da diocese:
|     | Nome                                 | Período    | Notas                                  |
| --- | ------------------------------------ | ---------- | -------------------------------------- |
| 1.º | Hermeto José Pinheiro                | 1911–1941  |                                        |
| 2.º | José Newton de Almeida Baptista      | 1944–1954  | Nomeado arcebispo de Diamantina        |
| 3.º | Luís Filipe De Nadal                 | 1955–1963  |                                        |
| 4.º | Augusto Petró                        | 1964–1995  |                                        |
| 5.º | Pedro Ercílio Simon                  | 1995–1998  | Nomeado bispo coadjutor de Passo Fundo |
| 6.º | Ângelo Domingos Salvador, O.F.M.Cap. | 1999–2007  |                                        |
| 7.º | Aloísio Alberto Dilli, O.F.M.        | 2007–2016  | Nomeado bispo de Santa Cruz do Sul     |
| 8.º | José Mário Angonese                  | 2017–2024  | Nomeado arcebispo de Cascavel          |
| 9.º | Clésio Facco, S.A.C.                 | 2025–atual |                                        |

## Paróquias
A Diocese de Uruguaiana compreende as seguintes paróquias:
- Paróquia Nossa Senhora da Conceição Aparecida, Alegrete
- Paróquia Nossa Senhora Conquistadora, Alegrete
- Paróquia São José, Alegrete
- Paróquia Santa Terezinha, Itacurubi
- Paróquia São Patrício, Itaqui
- Paróquia Sagrado Coração de Jesus, Maçambará
- Paróquia Nossa Senhora dos Navegantes, Manoel Viana
- Paróquia São João Batista, Quaraí
- Paróquia Nossa Senhora da Conceição, Santiago
- Paróquia Imaculada Conceição, São Borja
- Paróquia São Francisco de Borja, São Borja
- Paróquia São Francisco de Assis, São Francisco de Assis
- Paróquia Nossa Senhora do Carmo, Uruguaiana
- Paróquia São João Batista, Uruguaiana
- Catedral Sant'Ana, Uruguaiana
- Paróquia São Miguel Arcanjo, Uruguaiana